# جون بريكين
جون بريكين (بالإنجليزية: John Breckin)‏ هو مدرب كرة قدم ولاعب كرة قدم بريطاني في مركز الدفاع، ولد في 27 يوليو 1953 في شفيلد في المملكة المتحدة. لعب مع نادي بوري ونادي دارلنجتون ونادي دونكاستر روفرز.